# Heiner Goebbels
Pour les articles homonymes, voir Goebbels (homonymie).
Heiner Goebbels, né le 17 août 1952 à Neustadt an der Weinstraße, est un compositeur et metteur en scène allemand.

## Biographie
Après ses études de musique et de sociologie, il commence à composer de la musique pour des spectacles, puis il crée des pièces radiophoniques. Il a joué avec Alfred Harth dans le Duo Goebbels/Harth (1975-1988) et avec le groupe Cassiber (Alfred Harth, Chris Cutler et Christoph Anders, 1982-1992).
Depuis les années 1980, il travaille comme metteur en scène de ses propres pièces à Francfort-sur-le-Main (Theater am Turm), Lausanne (Théâtre Vidy-Lausanne) et autour du monde. Il est aussi professeur à la European Graduate School (Saas-Fee) et occupe la chaire Georg Büchner en tant que professeur honoraire à l'Institut d’Études Théâtrales Appliquées de Giessen.
Heiner Goebbels vit à Francfort.

## Œuvres
- Everything that happened and would happen, théâtre musical et chorégraphique, 2018
- When the Mountain changed its clothing, théâtre musical, 2012
- Europeras 1 & 2, John Cage, 2012
- I went to the house but did not enter, théâtre musical, 2008
- Stifters Dinge, théâtre musical, 2007
- Eraritjaritjaka - musée des phrases, théâtre musical, 2004
- Paysage avec parents éloignés, opéra, 2002
- Hashirigaki, théâtre musical, 2000
- Max Black, théâtre musical, 1998
- Schwarz auf Weiss (Black on White), théâtre musical pour ensemble, 1996
- Die Wiederholung (The Repetition), théâtre musical, 1995
- Surrogate Cities, pour grand orchestre, voix, mezzo-soprano et sampler, 1994
- Ou bien le débarquement désastreux, théâtre musical, 1993
- Roemische Hunde, théâtre musical, 1991
- Die Befreiung des Prometheus, concert de scène, 1991
- Wolokolamsker Chaussee I-V, pièces audio, 1989
- Der Mann im Fahrstuhl, concert de scène, 1987

## Littérature
- Heiner Goebbels, Komposition als Inszenierung, Hg. Wolfgang Sandner, Henschel Verlag, Berlin.
- Heiner Goebbels, Ästhetik der Abwesenheit :[3] Texte zum Theater, ed. Theater der Zeit, 2012 -  traduit en anglais, Aesthetic of Absence[4]: Texts on theatre, Routledge, 2015

## Prix et distinctions
- Membre de l'Académie des arts de Berlin (1994)[5]
- Prix Europe Réalités Théâtrales (2001)[6]
- Prix international Ibsen (2012)